# Wang Chunlu
Wang Chunlu (chinesisch 王春露, Pinyin Wáng Chūnlù * 27. September 1978 in Changchun, Jilin) ist eine ehemalige chinesische Shorttrack-Läuferin und -Trainerin. Bei den Winterspielen 1998 und 2002 gewann sie insgesamt drei olympische Medaillen. Zudem wurde sie zwischen 1995 und 2003 sieben Mal Weltmeisterin, davon sechs Mal als Staffelläuferin. Nach Ende ihrer aktiven Laufbahn 2003 arbeitete sie über mehrere Jahre als Trainerin im chinesischen Shorttrack.

## Werdegang
Wang begann im Alter von acht Jahren mit dem Eislauftraining und kam Mitte der 1990er-Jahre in das von Xin Qingshan angeleitete Nationalteam. Bei ihrem Weltmeisterschaftsdebüt 1995 in Gjøvik war sie Streckensiegerin über 500 und 1000 Meter und gewann hinter der Südkoreanerin Chun Lee-kyung die Silbermedaille im Mehrkampf. Mit der Staffel errang sie 1995 an der Seite von Zhang Yanmei, Yang Yang (S) und Zhang Dongxiang ihren ersten Weltmeistertitel. In den folgenden acht Jahren blieb Wang eine der führenden Läuferinnen im chinesischen Team: Bis 2003 gewann sie insgesamt sechs Staffel-Goldmedaillen bei Weltmeisterschaften und zusätzlich den Weltmeistertitel über 500 Meter bei der WM 2001, bei der erstmals WM-Titel an die Sieger auf Einzelstrecken vergeben wurden. 1998 und 2001 belegte sie in der WM-Mehrkampfwertung Rang zwei hinter ihrer Teamkollegin Yang Yang (A). Im Winter 1998/99 entschied sie die 500-Meter-Gesamtwertung des erstmals ausgetragenen Shorttrack-Weltcups für sich. Zudem siegte sie zweimal bei den Winter-Asienspielen 1996 und dreimal bei der Winter-Universiade 1997.
Bei den olympischen Shorttrack-Wettkämpfen 1998 in Nagano galt Wang über 500 Meter aufgrund ihrer Vorleistungen in der Saison als Favoritin neben der amtierenden Weltrekordhalterin Isabelle Charest aus Kanada. Im von vier Athletinnen bestrittenen Finallauf lag Wang in Führung, als Charest sie bei einem missglückten Überholversuch gegen Rennmitte zu Fall brachte. Wang beendete das von Annie Perreault gewonnene Rennen nicht und blieb daher ohne Medaille. Vier Jahre später in Salt Lake City gewann Wang auf der Sprintstrecke Bronze hinter ihrer siegreichen Teamkollegin Yang Yang (A) und der Bulgarin Ewgenija Radanowa. Mit der Staffel – jeweils an der Seite von Sun Dandan, Yang Yang (A) und Yang Yang (S) – holte Wang sowohl 1998 als auch 2002 die olympische Silbermedaille. Die vier Läuferinnen, die in dieser Konstellation zwischen 1998 und 2001 viermal in Folge Team-Weltmeisterinnen wurden, trugen in der chinesischen Öffentlichkeit den Beinamen „Blumen auf dem Eis“.
Wang bestritt im Winter 2002/03 ihre letzten internationalen Shorttrack-Wettkämpfe. Nach ihrem Rücktritt lebte sie zwei Jahre in Kanada und arbeitete dort als Juniorentrainerin. 2005 kehrte sie zur Unterstützung des chinesischen Shorttrackteams in ihr Heimatland zurück. Unter anderem betreute sie die Shorttrack-Delegation Chinas bei der Winter-Universiade 2009. Im Anschluss an die Winterspiele 2010 übernahm sie unter Cheftrainerin Li Yan die Rolle der Teammanagerin für den Nationalkader. In dieser Rolle kam es Ende Juli 2011 am Rande eines Trainingslagers zu einer körperlichen Auseinandersetzung zwischen Wang Chunlu und der vierfachen Olympiasiegerin Wang Meng. Gemäß einer Pressemitteilung der chinesischen Nachrichtenagentur Xinhua hatte Wang Chunlu der sichtlich betrunkenen Athletin Vorwürfe gemacht, als sie zu spät von einer Feier ins Trainingslager zurückgekehrt sei. Der Vorfall erfuhr weltweite Aufmerksamkeit, nachdem Wang Meng eine grundlegende Anklage gegen das chinesische Sportsystem erhoben hatte und aus dem Nationalteam suspendiert worden war. Auch Wang Chunlu wurde im August 2011 ihres Postens enthoben. Cheftrainerin Li hatte sie wegen „unangemessener Methoden“ kritisiert, sie habe den „Hitzkopf“ Wang Meng „noch hitzköpfiger gemacht“.
Wang schloss ein Masterstudium an der Sport-Universität Peking ab. Einem Bericht aus dem Sommer 2017 zufolge hatte sie zu jenem Zeitpunkt eine leitende Position im chinesischen Eishockey inne.

## Ergebnisse bei Olympischen Winterspielen
| Olympische Winterspiele | Olympische Winterspiele | 500 m    | 1000 m | Staffel |
| Jahr                    | Ort                     | 500 m    | 1000 m | Staffel |
| ----------------------- | ----------------------- | -------- | ------ | ------- |
| 1998                    | Nagano                  | DNF (8.) | DSQ    | 2.      |
| 2002                    | Salt Lake City          | 3.       | –      | 2.      |